# Даккийская фондовая биржа
Даккийская фондовая биржа (Dhaka Stock Exchange, DSE) — главная фондовая биржа Бангладеш. Она расположена в центре города Дакки.